# Matteo Berrettini
Matteo Berrettini (Roma, 12 de abril de 1996) es un tenista profesional italiano que actualmente ocupa la posición número 35 del ranking ATP. En 2021, se convirtió en el primer tenista de su país en jugar una final de Wimbledon.

## Carrera
Su mejor ranking individual es el n.º 7 alcanzado el 13 de septiembre de 2021, mientras que en dobles logró la posición 110 el 1 de julio de 2019.
Berrettini hizo su debut en el cuadro principal ATP en el Internazionali BNL d'Italia 2017 después de obtener un comodín en el torneo previo a la calificación. Fue derrotado por Fabio Fognini en la primera ronda. Tiene un hermano llamado Jacopo Berrettini, que también juega al tenis.

#### 2019: campeón del Torneo de Budapest y del Torneo de Stuttgart, semifinalista del Abierto de Estados Unidos y del Masters de Shanghái y clasificado para las ATP Finals
Pierde en primera ronda del Abierto de Australia contra Stéfanos Tsitsipás (6-7, 6-4, 6-3, 7-6). 
Es semifinalista del Torneo de Sofía perdiendo 7-5, 5-7, 3-6 ante Márton Fucsovics.
En el Masters de Indian Wells pierde su primer partido 6-7, 6-2, 4-6 ante Sam Querrey. 
Se proclama campeón del Challenger de Phoenix al imponerse 6-3, 6-7, 6-7 a Mijaíl Kukushkin. 
En el Masters de Miami pierde en primera ronda contra Hubert Hurkacz (4-6, 3-6) y en el Masters de Montecarlo vuelve a perder en la misma ronda contra Grigor Dimitrov (5-7, 4-6). 
Es el campeón del Torneo de Budapest al ganar 4-6, 6-3, 6-1 a Filip Krajinović. Es finalista del Torneo de Múnich perdiendo dicha final 6-1, 3-6, 7-6 ante Christian Garín. 
En el Masters de Roma alcanza los octavos de final y en Roland Garros pierde en segunda ronda ante Casper Ruud (4-6, 5-7, 3-6) tras ganar en primera a Pablo Andújar (6-7, 6-4, 6-4, 6-2). 
Es el vencedor del Torneo de Stuttgart venciendo 4-6, 6-7 a Félix Auger-Aliassime y es semifinalista del Torneo de Halle. 
En Wimbledon gana a Aljaž Bedene (3-6, 6-3, 6-2, 7-6), Marcos Baghdatis (6-1, 7-6, 6-3) y Diego Schwartzman (6-7, 7-6, 4-6, 7-6, 6-3). Pierde en octavos de final 1-6, 2-6, 2-6 ante Roger Federer. 
Es semifinalista del Abierto de Estados Unidos perdiendo 6-7, 4-6, 1-6 ante Rafael Nadal. En las rondas previas vence a Richard Gasquet (6-4, 6-3, 2-6, 6-2), Jordan  Thompson (7-5, 7-6, 4-6, 6-1), Alexei Popyrin (6-4, 6-4, 6-7, 7-6), Andréi Rubliov (1-6, 4-6, 6-7) y Gaël Monfils (3-6, 6-3, 6-2, 3-6, 7-6).
Es finalista de dobles del Torneo de San Petersburgo junto a Simone Bolelli.
Es semifinalista del Masters de Shanghái perdiendo 3-6, 4-6 ante Alexander Zverev. También es semifinalista del Torneo de Viena donde pierde 3-6, 7-5, 6-3 ante Dominic Thiem.
En el Masters de París pierde en primera ronda frente a Jo-Wilfried Tsonga (6-4, 6-3).
Se clasifica para las ATP Finals de Londres como jugador número 8. No logra pasar de la fase de grupos al obtener los siguientes resultados: derrota ante Novak Djokovic (6-2, 6-1), derrota ante Roger Federer (7-6, 6-3) y victoria ante Dominic Thiem (6-7, 3-6). 

#### 2020: año marcado por la pandemia
Empieza el año perdiendo en segunda ronda del Abierto de Australia ante Tennys Sandgren (6-7, 4-6, 6-4, 6-2, 5-7) tras ganar en primera a Andrew Harris (6-3, 6-1, 6-3).
En el Masters de Cincinnati pierde su segundo partido frente a Reilly Opelka (3-6, 6-7).
En el Abierto de Estados Unidos vence en las tres primeras rondas a Go Soeda (7-6, 6-1, 6-4), Ugo Humbert (6-4, 6-4, 7-6) y Casper Ruud (6-4, 6-4, 6-2). Pierde en octavos de final frente a Andréi Rubliov (6-4, 3-6, 3-6, 3-6). 
En el Masters de Roma alcanza los cuartos de final donde pierde 6-4, 3-6, 6-7 ante Casper Ruud. 
En Roland Garros vence en primera ronda a Vasek Pospisil (3-6, 1-6, 3-6), en segunda a Lloyd Harris (4-6, 6-4, 2-6, 3-6) y pierde en tercera ronda contra Daniel Altmaier (6-2, 7-6, 6-4). 
En el Masters de París pierde su primer partido frente a Marcos Giron (6-7, 7-6, 5-7).

#### 2021: campeón del Torneo de Belgrado y del Torneo de Queens Club, finalista del Masters de Madrid y de Wimbledon y clasificado para las ATP Finals
Empieza la temporada alcanzando los cuartos de final del Torneo de Antalya. Disputa la Copa ATP en Melbourne como miembro del equipo italiano y son finalistas perdiendo contra Rusia. 
En el Abierto de Australia vence a Kevin Anderson (6-7, 7-6, 3-6), Tomáš Macháč (3-6, 2-6, 6-4, 3-6) y a Karén Jachánov (6-7, 6-7, 6-7). Se tiene que retirar lesionado antes de disputar el partido de cuarta ronda ante Stéfanos Tsitsipás.
Es semifinalista en la categoría de dobles del Torneo de Cerdeña junto a su hermano Jacopo Berrettini. 
En el Masters de Montecarlo pierde su primer partido contra Alejandro Davidovich Fokina (7-5, 6-3). Es campeón del Torneo de Belgrado y semifinalista en la categoría de dobles junto a Andrea Vavassori. 
Es finalista del Masters de Madrid perdiendo la final 6-7, 6-4, 6-3 contra Alexander Zverev. En las rondas previas vence a Fabio Fognini, Federico Delbonis, Christian Garín y Casper Ruud. 
En el Masters de Roma pierde en octavos de final contra Stéfanos Tsitsipás (6-7, 2-6). 
En Roland Garros vence en primera ronda a Taro Daniel (6-0, 6-4, 4-6, 6-4), en segunda a Federico Coria (6-3, 6-3, 6-2), en tercera a Soon-Woo Kwon (7-6, 6-3, 6-4) y en cuarta ronda Roger Federer se retira antes de disputar el partido. Pierde ante Novak Djokovic en cuartos de final 6-3, 6-2, 6-7, 7-5.
Es el vencedor del Torneo de Queens Club imponiéndose 6-4, 6-7, 6-3 a Cameron Norrie.
Es finalista de Wimbledon. Es las primeras rondas vence a Botic van de Zandschulp (6-3, 6-4, 7-6), Aljaž Bedene (6-4, 6-4, 6-4), Iliá Ivashka (6-4, 6-3, 6-1), Félix Auger-Aliassime (6-3, 5-7, 7-5, 6-3) y Hubert Hurkacz (6-3, 6-0, 6-7, 6-4). Pierde la final 6-7, 6-4, 6-4, 6-3 ante Novak Djokovic. 
En el Masters de Cincinnati pierde en octavos de final. En el Abierto de Estados Unidos cae en cuartos de final ante Novak Djokovic (5-7, 6-2, 6-2, 6-3). En las rondas previas vence a Jérémy Chardy (6-7, 6-7, 3-6), Corentin Moutet (6-7, 6-4, 4-6, 3-6), Iliá Ivashka (7-6, 2-6, 4-6, 6-2, 3-6) y Oscar Otte (4-6, 6-3, 3-6, 2-6). 
Es convocado por Björn Borg para disputar la Laver Cup en Boston como miembro del Equipo Europa junto a Daniil Medvédev, Stefanos Tsitsipas, Alexander Zverev, Andrey Rublev,  Casper Ruud y  Feliciano López como suplente. Disputa un partido individual venciendo a Félix Auger-Aliassime y otro de dobles junto a Alexander Zverev que pierde frente a John Isner y Denis Shapovalov. El Equipo Europa gana la competición. 
En el Masters de Indian Wells pierde en segunda ronda y en el Torneo de Viena alcanza los cuartos de final. 
Se clasifica para jugar las ATP Finals de Turín como jugador número 6. Finalmente Matteo se tiene que retirar lesionado de su primer partido de fase de grupos ante Alexander Zverev. 

#### 2022: semifinalista del Abierto de Australia y campeón del Torneo de Stuttgart y del Torneo de Queens Club
Disputa la Copa ATP en Sídney como miembro del equipo italiano sin pasar de la fase de grupos. 
Es semifinalista del Abierto de Australia. En las primeras ronda vence a Brandon Nakashima (6-4, 2-6, 6-7, 3-6), Stefan Kozlov (1-6, 6-4, 4-6, 1-6), Carlos Alcaraz (2-6, 6-7, 6-4, 6-2, 6-7), Pablo Carreño (5-7, 6-7, 4-6) y Gaël Monfils (4-6, 4-6, 6-3, 6-3, 2-6). Pierde en la semifinal 3-6, 2-6, 6-3, 3-6 ante Rafael Nadal. Se convierte así en su mejor registro en este Grand Slam. 
En el Masters de Indian Wells alcanza los octavos de final perdiendo 3-6, 7-6, 4-6 contra Miomir Kecmanović.
Se proclama campeón del Torneo de Stuttgart al imponerse 4-6, 7-5, 3-6 a Andy Murray en la final. También es el vencedor del Torneo de Queens Club al ganar 5-7, 4-6 a Filip Krajinović. No puede disputar Wimbledon por lesión.
Es finalista del Torneo de Gstaad perdiendo 4-6, 7-6, 6-2 ante Casper Ruud. 
En el Masters de Canadá pierde en primera ronda ante Pablo Carreño (6-3, 6-2) y en el Masters de Cincinnati pierde también su primer partido ante Frances Tiafoe (6-7, 6-4, 6-7). 
En el Abierto de Estados Unidos gana a Nicolás Jarry (2-6, 3-6, 3-6), Hugo Grenier (6-2, 1-6, 6-7, 6-7), Andy Murray (4-6, 4-6, 7-6, 3-6), y Alejandro Davidovich Fokina (6-3, 6-7, 3-6, 6-4, 2-6). Pierde en cuartos de final ante Casper Ruud (1-6, 4-6, 6-7).
Es convocado como suplente por  Björn Borg para disputar la Laver Cup en Londres como miembro del Equipo Europa junto a Casper Ruud, Rafael Nadal, Stefanos Tsitsipas, Novak Djokovic,  Andy Murray, Roger Federer y Cameron Norrie, este último también como suplente. Matteo disputa un partido individual venciendo 7-6 4-6, 10-7 a Félix Auger-Aliassime. También disputa dos en dobles, uno junto a Novak Djokovic ganando 7-5, 6-2 a Jack Sock y Álex de Miñaur, y otro junto a Andy Murray perdiendo 6-2, 3-6, 8-10 ante Félix Auger-Aliassime y Jack Sock. El Equipo Resto del Mundo termina ganando la competición. 
Es finalista del Torneo de Nápoles perdiendo 7-6, 6-2 contra Lorenzo Musetti.

#### 2023: año marcado por las lesiones y cambio de entrenador
Empieza la temporada jugando la United Cup en Brisbane como miembro del equipo italiano junto a Martina Trevisan, Lucia Bronzetti, Lorenzo Musetti, Nuria Brancaccio y Andrea Vavassori. Consiguen pasar la fase de grupos al imponerse a los equipos de Brasil y Noruega, siendo así los primeros del Grupo E. Disputan la semifinal en Sídney ante Grecia ganando 1-4. Pierden la final ante Estados Unidos 4-0. 
Pierde en primera ronda del Abierto de Australia frente a Andy Murray (3-6, 3-6, 6-4, 7-6, 6-7).
En el Abierto Mexicano alcanza los cuartos de final. En el Masters de Indian Wells pierde su primer partido contra Taro Daniel (6-7, 6-0, 3-6) y en el Masters de Miami vuelve a perder en primera ronda ante Mackenzie McDonald (7-6, 7-6).
En el Masters de Montecarlo alcanza los octavos de final donde se tiene que retirar lesionado. No puede disputar ni los Masters de Madrid y Roma ni Roland Garros. 
Tras perder en primera ronda en el Torneo de Stuttgart y no poder disputar nuevamente lesionado el Torneo de Queens Club, alcanza los octavos de final de Wimbledon donde pierde 3-6, 6-3, 6-3, 6-3 ante Carlos Alcaraz. En las rondas previas vence a Lorenzo Sonego (6-7, 6-3, 7-6, 6-3), Álex de Miñaur (6-3, 6-4, 6-4) y Alexander Zverev (3-6, 6-7, 6-7). 
En el Masters de Canadá pierde su segundo partido ante Jannik Sinner (4-6, 3-6) y en el Masters de Cincinnati en primera ronda ante Félix Auger-Aliassime (6-4, 2-6, 3-6).
En el Abierto de Estados Unidos gana en primera ronda ante Ugo Humbert (4-6, 2-6, 2-6) y en segunda ronda, en su partido frente a Arthur Rinderknech se tiene que retirar al lesionarse el tobillo. 
En el mes de octubre anuncia que no da por finalizada la temporada al no poder recuperarse de la lesión. Además anuncia su ruptura profesional con Vincenzo Santopadre, su entrenador desde hacía 13 años. 
En diciembre anuncia que el español Francis Roig será su entrenador para la próxima temporada. 

#### 2024: año de nuevo marcado por las lesiones, campeón del Torneo de Marrakech, del Torneo de Gstaad y del Torneo de Kitzbühel
Matteo tenía previsto participar en el Abierto de Australia pero finalmente por lesión no puede. 
Participa en el Challenger de Pohenix donde es finalista perdiendo 7-5, 7-6 contra el portugués Nuno Borges.
En el Masters de Miami pierde en primera ronda contra Andy Murray (4-6, 6-3, 6-4). 
Se proclama campeón del Torneo de Marrakech al vencer 5-7, 2-6 al español Roberto Carballés. 
En el Masters de Montecarlo pierde en primera ronda contra Miomir Kecmanović (6-3, 6-1). De nuevo lesionado no puede participar ni en el Masters de Madrid ni en el de Roma. También se pierde Roland Garros.
Ya en hierba es finalista del Torneo de Stuttgart perdiendo 3-6, 7-6, 6-4 contra Jack Draper. En el Torneo de Halle se queda en octavos de final. 
En Wimbledon vence en primera ronda a Márton Fucsovics (7-6, 6-2, 3-6, 6-1) y pierde en segunda frente a su compatriota Jannik Sinner (7-6, 7-6, 2-6, 7-6).
Es campeón del Torneo de Gstaad al imponerse 6-3, 6-1 a Quentin Halys. También es el vencedor Torneo de Kitzbühel al ganar 5-7, 3-6 a Hugo Gaston.
En el Masters de Cincinnati cae en primera ronda ante Holger Rune (2-6, 6-1, 6-4).
En el Abierto de Estados Unidos vence en primera ronda a Albert Ramos (6-7, 2-6, 3-6) y pierde en segunda contra Taylor Fritz (3-6, 6-7, 1-6).
En el Torneo de Tokio se queda en los octavos de final y en el Masters de Shanghái pierde en segunda ronda contra Holger Rune (6-4, 4-6, 3-6).
En el Torneo de Estocolmo se queda en los octavos de final y en el Torneo de Viena en cuartos.
Matteo anuncia que el español Francis Roig deja de ser su entrenador de mutuo acuerdo.
En el Masters de París pierde su primer partido ante Alexei Popyrin (7-5, 7-6).
Finaliza la temporada como el número 35 del ranking ATP. 
Participa en las finales de la Copa Davis en Málaga donde Italia defiende título.

## Vida personal
Entre los años 2019 y 2022 mantuvo una relación con la tenista croata-australiana Ajla Tomljanovic.
Entre el 2023 y 2024 mantuvo una relación con la presentadora y modelo italiana Melissa Satta. 

## Grand Slam

### Finalista (1)
| Año  | Campeonato | Oponente en la final | Resultado en final    |
| 2021 | Wimbledon  | Novak Djokovic       | 7-6(4), 4-6, 4-6, 3-6 |

## ATP World Tour Masters 1000

#### Finalista (1)
| Año  | Torneo | Superficie    | Ind/Outdoor | Oponente en la final | Resultado        |
| 2021 | Madrid | Tierra batida | Outdoor     | Alexander Zverev     | 7-6(8), 4-6, 3-6 |

## Títulos ATP (12; 10+2)

### Individual (10)
| Leyenda                         |
| Grand Slam (0)                  |
| ATP World Tour Finals (0)       |
| Juegos Olímpicos (0)            |
| ATP World Tour Masters 1000 (0) |
| ATP World Tour 500 Series (2)   |
| ATP World Tour 250 Series (8)   |

| N.º | Fecha               | Torneo           | Superficie    | Oponente en la final  | Resultado        |
| --- | ------------------- | ---------------- | ------------- | --------------------- | ---------------- |
| 1.  | 29 de julio de 2018 | Gstaad           | Tierra batida | Roberto Bautista      | 7-6(9), 6-4      |
| 2.  | 28 de abril de 2019 | Budapest         | Tierra batida | Filip Krajinović      | 4-6, 6-3, 6-1    |
| 3.  | 16 de junio de 2019 | Stuttgart        | Hierba        | Félix Auger-Aliassime | 6-4, 7-6(11)     |
| 4.  | 25 de abril de 2021 | Belgrado I       | Tierra batida | Aslán Karatsev        | 6-1, 3-6, 7-6(0) |
| 5.  | 20 de junio de 2021 | Queen's Club     | Hierba        | Cameron Norrie        | 6-4, 6-7(5), 6-3 |
| 6.  | 12 de junio de 2022 | Stuttgart (2)    | Hierba        | Andy Murray           | 6-4, 5-7, 6-3    |
| 7.  | 19 de junio de 2022 | Queen's Club (2) | Hierba        | Filip Krajinović      | 7-5, 6-4         |
| 8.  | 7 de abril de 2024  | Marrakech        | Tierra batida | Roberto Carballés     | 7-5, 6-2         |
| 9.  | 21 de julio de 2024 | Gstaad (2)       | Tierra batida | Quentin Halys         | 6-3, 6-1         |
| 10. | 27 de julio de 2024 | Kitzbuhel        | Tierra batida | Hugo Gaston           | 7-5, 6-3         |

#### Finalista (6)
| N.º | Fecha                 | Torneo    | Superficie    | Oponente en la final | Resultado             |
| --- | --------------------- | --------- | ------------- | -------------------- | --------------------- |
| 1.  | 5 de mayo de 2019     | Múnich    | Tierra batida | Christian Garín      | 1-6, 6-3, 6-7(1)      |
| 2.  | 9 de mayo de 2021     | Madrid    | Tierra batida | Alexander Zverev     | 7-6(8), 4-6, 3-6      |
| 3.  | 11 de julio de 2021   | Wimbledon | Hierba        | Novak Djokovic       | 7-6(4), 4-6, 4-6, 3-6 |
| 4.  | 24 de julio de 2022   | Gstaad    | Tierra batida | Casper Ruud          | 6-4, 6-7(4), 2-6      |
| 5.  | 23 de octubre de 2022 | Nápoles   | Dura          | Lorenzo Musetti      | 6-7(5), 2-6           |
| 6.  | 16 de junio de 2024   | Stuttgart | Hierba        | Jack Draper          | 6-3, 6-7(5), 4-6      |

### Dobles (2)
| Leyenda                         |
| Grand Slam (0)                  |
| ATP World Tour Finals (0)       |
| ATP World Tour Masters 1000 (0) |
| ATP World Tour 500 (0)          |
| ATP World Tour 250 (2)          |

| N.º | Fecha                    | Torneo          | Superficie    | Pareja            | Oponentes en la final         | Resultado      |
| --- | ------------------------ | --------------- | ------------- | ----------------- | ----------------------------- | -------------- |
| 1.  | 29 de julio de 2018      | Gstaad          | Tierra batida | Daniele Bracciali | Denys Molchanov Igor Zelenay  | 7-6(2), 7-6(5) |
| 2.  | 23 de septiembre de 2018 | San Petersburgo | Dura (i)      | Fabio Fognini     | Roman Jebavý Matwé Middelkoop | 7-6(8), 7-6(4) |

#### Finalista (1)
| N.º | Fecha                    | Torneo          | Superficie | Pareja         | Oponentes en la final     | Resultado        |
| --- | ------------------------ | --------------- | ---------- | -------------- | ------------------------- | ---------------- |
| 1.  | 22 de septiembre de 2019 | San Petersburgo | Dura (i)   | Simone Bolelli | Igor Zelenay Divij Sharan | 3-6, 6-3, [8-10] |

## Clasificación histórica

### Grand Slam
| 'Australian Open'           | -            | 1R           | 1R           | 2R           | 4R           | SF           | 1R    | 0 / 6       | 9-5         |
| 'Roland Garros'             | -            | 3R           | 2R           | 3R           | CF           | -            | -     | 0 / 4       | 8-4         |
| 'Wimbledon'                 | -            | 2R           | 4R           | ND           | F            | -            | 4R    | 0 / 4       | 13-4        |
| 'US Open'                   | Q2           | 1R           | SF           | 4R           | CF           | CF           | 2R    | 0 / 6       | 17-6        |
| Total G-P                   | 0-0          | 3-4          | 9-4          | 6-3          | 16-3         | 9-2          | 4-3   | 0 / 20      | 47-19       |
| 'ATP Finals'                | NSC          | NSC          | RR           | NSC          | RR           | NSC          | NSC   | 0 / 2       | 1-3         |
| Total G-P                   |              |              | 1-2          |              | 0-1          |              |       | 0 / 2       | 1-3         |
| Juegos Olímpicos            | No realizado | No realizado | No realizado | No realizado | -            | NR           | NR    | 0 / 0       | 0-0         |
| Total G-P                   |              |              |              |              | 0-0          |              |       | 0 / 0       | 0-0         |
| ATP World Tour Masters 1000 |              |              |              |              |              |              |       |             |             |
| Indian Wells                | -            | 2R           | 1R           | ND           | 3R           | 4R           | 2R    | 0 / 5       | 3-5         |
| Miami                       | -            | Q1           | 1R           | ND           | -            | -            | 2R    | 0 / 2       | 0-2         |
| Montecarlo                  | -            | -            | 1R           | ND           | 2R           | -            | 3R    | 0 / 3       | 2-2         |
| Madrid                      | -            | Q1           | -            | ND           | F            | -            | -     | 0 / 1       | 4-1         |
| Roma                        | 1R           | 2R           | 3R           | CF           | 3R           | -            | -     | 0 / 5       | 7-5         |
| Canadá                      | -            | -            | -            | ND           | -            | 1R           | 2R    | 0 / 2       | 1-2         |
| Cincinnati                  | -            | -            | 1R           | 3R           | 3R           | 1R           | 1R    | 0 / 5       | 2-5         |
| Shanghái                    | -            | Q2           | SF           | No disputado | No disputado | No disputado | -     | 0 / 1       | 4-1         |
| París                       | -            | -            | 2R           | 2R           | -            | -            | -     | 0 / 2       | 0-2         |
| Total G-P                   | 0-1          | 1-2          | 6-7          | 3-3          | 8-5          | 2-3          | 3-4   | 0 / 25      | 23-25       |
| Representacion Nacional     |              |              |              |              |              |              |       |             |             |
| Copa Davis                  | -            | -            | 1R           | -            | -            | SF           | -     | 0 / 2       | 4-2         |
| ATP Cup                     | Inexistente  | Inexistente  | Inexistente  | -            | F            | RR           | ND    | 0 / 2       | 4-3         |
| United Cup                  | Inexistente  | Inexistente  | Inexistente  | Inexistente  | Inexistente  | Inexistente  | F     | 0 / 1       | 3-2         |
| Total G-P                   | 0-0          | 0-0          | 1-2          | 0-0          | 3-1          | 4-2          | 3-2   | 0 / 5       | 11-7        |
| Estadísticas                |              |              |              |              |              |              |       |             |             |
|                             | 2017         | 2018         | 2019         | 2020         | 2021         | 2022         | 2023  | Totales     | Totales     |
| Torneos                     | 1            | 20           | 24           | 6            | 14           | 11           | 10    | 76          | 76          |
| Finales                     | 0            | 1            | 3            | 0            | 4            | 4            | 0     | 12          | 12          |
| Títulos                     | 0            | 1            | 2            | 0            | 2            | 2            | 0     | 7           | 7           |
| G/P en Hard                 | 0-0          | 6-9          | 19-19        | 5-4          | 17-7         | 19-10        | 7-9   | 0 / 42      | 73-58       |
| G/P en hierba               | 0-0          | 1-3          | 12-2         | 0-0          | 11-1         | 9-0          | 3-2   | 4 / 10      | 36-8        |
| G/P en tierra batida        | 0-1          | 12-7         | 12-4         | 4-2          | 13-4         | 4-2          | 2-0   | 3 / 23      | 47-20       |
| G/P                         | 0-1          | 19-19        | 43-25        | 9-6          | 41-12        | 32-12        | 12-11 | 7 / 76      | 144-75      |
| Ranking                     | 135          | 54           | 8            | 10           | 7            | 16           | 92    | $11,709,082 | $11,709,082 |

## Challengers y Futures

### Individuales
| Leyenda (Singles) |
| ----------------- |
| Challengers (3)   |
| Futures (2)       |

### Ganados (3)
| N.º | Fecha      | Torneo                      | Superficie    | Oponente           | Resultado     |
| --- | ---------- | --------------------------- | ------------- | ------------------ | ------------- |
| 1.  | 11.10.2015 | Italia F30                  | Tierra batida | Andrea Basso       | 4-6, 6-3, 6-3 |
| 2.  | 12.02.2017 | Suiza F1                    | Carpeta       | Laurent Lokoli     | 6-2, 6-4      |
| 3.  | 23.07.2017 | Challenger de San Benedetto | Tierra batida | Laslo Djere        | 6-3, 6-4      |
| 4.  | 25.02.2018 | Challenger de Bérgamo       | Dura (i)      | Stefano Napolitano | 6-2, 3-6, 6-2 |
| 5.  | 17.03.2019 | Challenger de Phoenix       | Dura          | Mijaíl Kukushkin   | 3-6, 7-6, 7-6 |

## Récord ATP al final de temporada
| Año                     | 2015 | 2016 | 2017 | 2018 | 2019 | 2020 | 2021 | 2022 |
| Ranking en individuales | 525  | 435  | 135  | 54   | 8    | 10   | 7    | 16   |